# قرار مجلس الأمن التابع للأمم المتحدة رقم 395
قرار مجلس الأمن التابع للأمم المتحدة رقم 395، الذي اتخذ بالإجماع في 25 أغسطس 1976، بعد الاستماع إلى نقاط مختلفة من قبل وزير خارجية اليونان وتركيا بشأن نزاع إقليمي في بحر إيجه، وأشار المجلس إلى التوتر المستمر ودعا الجانبين إلى ضبط النفس والدخول في المفاوضات. كما نوه كلا البلدين بأن محكمة العدل الدولية مؤهلة بما يكفي لتكون قادرة على تسوية أي نزاعات قانونية متبقية.
واتهمت اليونان تركيا بتنفيذ عمليات زلزالية على الجرف القاري الذي تطالب به اليونان. في غضون ذلك، احتجت تركيا على مضايقة وتخويف سفينة أبحاث مدنية تركية.

## روابط خارجية
- نص القرار في undocs.org